# Harry Maione
Harry Maione (1908 — 1942) foi um mafioso norte americano membro da Murder Inc ou sindicato do crime na época da Lei Seca; Ele e outros comparsas foram acusados de serem autores de vários assassinatos, a mando da Máfia Norte Americana, e condenados a "Pena de Morte". Harry Maione foi executado em Sing Sing na cadeira elétrica do Estado de Nova York em 1942.

## Biografia
Quando jovem, Maione liderou a Ocean Hill Hooligans, uma gangue de rua italiana na seção de Ocean Hill, no Brooklyn de Nova York. Seu protegido nessa gangue era Frank "The Dasher" Abbandando.